# Shahrestān di Ardestan
Lo shahrestān di Ardestan (farsi شهرستان اردستان) è uno dei 24 shahrestān della provincia di Esfahan, in Iran. Il capoluogo è Ardestan. Lo shahrestān è suddiviso in 2 circoscrizioni (bakhsh):
- Centrale (بخش مرکزی)
- Zavareh (بخش زواره), capoluogo Zavareh.